# Liglet
Liglet és un municipi francès situat al departament de la Viena i a la regió de la Nova Aquitània. L'any 2007 tenia 297 habitants.

## Demografia

### Població
El 2007 la població de fet de Liglet era de 297 persones. Hi havia 132 famílies de les quals 52 eren unipersonals (12 homes vivint sols i 40 dones vivint soles), 40 parelles sense fills, 36 parelles amb fills i 4 famílies monoparentals amb fills.
La població ha evolucionat segons el següent gràfic:
Habitants censats

### Habitatges
El 2007 hi havia 249 habitatges, 141 eren l'habitatge principal de la família, 74 eren segones residències i 34 estaven desocupats. Tots els 249 habitatges eren cases. Dels 141 habitatges principals, 109 estaven ocupats pels seus propietaris, 25 estaven llogats i ocupats pels llogaters i 7 estaven cedits a títol gratuït; 1 tenia una cambra, 14 en tenien dues, 25 en tenien tres, 33 en tenien quatre i 68 en tenien cinc o més. 87 habitatges disposaven pel capbaix d'una plaça de pàrquing. A 68 habitatges hi havia un automòbil i a 55 n'hi havia dos o més.

### Piràmide de població
La piràmide de població per edats i sexe el 2009 era:
| Homes | Edats   | Dones |
| ----- | ------- | ----- |
| 0     | 95 o +  | 0     |
| 0     | 90 a 94 | 4     |
| 0     | 85 a 89 | 12    |
| 0     | 80 a 84 | 8     |
| 4     | 75 a 79 | 12    |
| 32    | 70 a 74 | 12    |
| 12    | 65 a 69 | 32    |
| 16    | 60 a 64 | 12    |
| 20    | 55 a 59 | 16    |
| 20    | 50 a 54 | 4     |
| 0     | 45 a 49 | 4     |
| 16    | 40 a 44 | 8     |
| 4     | 35 a 39 | 12    |
| 16    | 30 a 34 | 8     |
| 8     | 25 a 29 | 12    |
| 12    | 20 a 24 | 0     |
| 28    | 15 a 19 | 4     |
| 8     | 10 a 14 | 4     |
| 0     | 5 a 9   | 8     |
| 0     | 0 a 4   | 8     |

## Economia
El 2007 la població en edat de treballar era de 185 persones, 118 eren actives i 67 eren inactives. De les 118 persones actives 103 estaven ocupades (62 homes i 41 dones) i 15 estaven aturades (6 homes i 9 dones). De les 67 persones inactives 28 estaven jubilades, 10 estaven estudiant i 29 estaven classificades com a «altres inactius».

### Ingressos
El 2009 a Liglet hi havia 137 unitats fiscals que integraven 288 persones, la mediana anual d'ingressos fiscals per persona era de 14.528 €.

### Activitats econòmiques
Dels 7 establiments que hi havia el 2007, 1 era d'una empresa alimentària, 1 d'una empresa d'hostatgeria i restauració, 2 d'empreses immobiliàries i 3 d'empreses de serveis.
L'únic servei als particulars que hi havia el 2009 era un restaurant.
L'únic establiment comercial que hi havia el 2009 era una fleca.
L'any 2000 a Liglet hi havia 27 explotacions agrícoles que ocupaven un total de 2.460 hectàrees.

## Poblacions més properes
El següent diagrama mostra les poblacions més properes.